# تویوتا بوشوکا

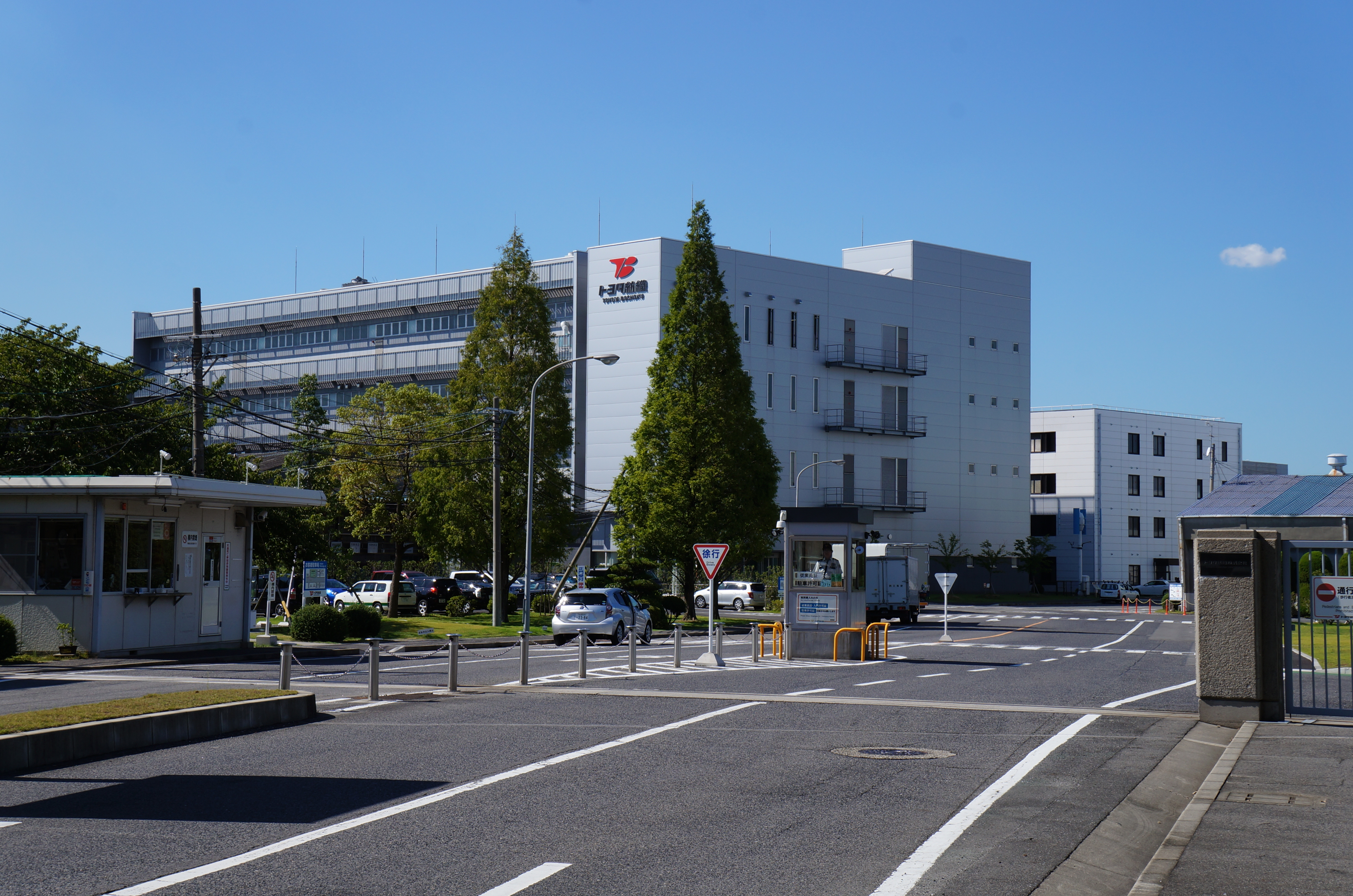
ساختمان مرکزی تویوتا بوشوکا

تویوتا بوشوکا (به ژاپنی: トヨタ紡織株式会社) شرکت خودروسازی ژاپنی است، که در زمینه تولید قطعات خودرو، تزئینات داخلی خودرو و محصولات نساجی فعالیت می‌کند.
شرکت تویوتا بوشوکا در سال ۱۹۵۰ تأسیس شد و هم‌اکنون زیرمجموعه‌ای از گروه تویوتا می‌باشد.
دفتر مرکزی این شرکت در شهر کاریا، آیچی، ژاپن قرار دارد و بخشی از سهام آن در بازارهای بورس توکیو و بورس اوساکا معامله می‌شود.